# Tizzi Inorén
Tizzi Inorén (en árabe: تيزي إنورن‎, en francés: Tizi Inourène) es una localidad marroquí perteneciente al municipio de Amexáu, en la región Oriental. Desde 1912 hasta 1956 perteneció a la zona norte del Protectorado español de Marruecos.